# Egy Övezet Egy Út
Az Egy Övezet Egy Út program (más néven Új Selyemút, angolul One Belt One Road, OBOR vagy The Belt and Road Initiative, BRI) egy több mint hatvan országra kiterjedő komplex geopolitikai-stratégiai terv, mely politikai, gazdasági, védelmi célokat ötvöz, és amelyet Kína indított útjára.

## Célja
Kína kormánya elzárkózik attól a megközelítéstől, hogy az Egy Övezet Egy Út programot geopolitikai tervként kezeljék. A hivatalos kommunikáció értelmében a program egy changyi, mely közelítőleg a közjóért való cselekvésre szólít fel. A program egyik célja az, hogy a világgazdaság tengelyét struktúraváltással az óceánokról a szárazföldre összpontosítsa. Az OBOR ígérete, hogy helyreállítja Eurázsia korábbi meghatározó szerepét gazdasági, politikai és kulturális értelemben egyaránt. Más narratíva szerint Kína a BRI révén próbál befolyást szerezni a fejlődő államokban, amit egyfajta modern kolonizációként interpretálnak.
Gazdasági vonatkozásban egyaránt beszélhetünk kereskedelmi, pénzügyi és termelési célok meghatározásáról és eléréséről is. Kereskedelmi viszonylatban ilyen célok közé tartozik a szükségszerű importcikkek, leginkább a nyersanyagok Kínába szállítása megkerülve az Egyesült Államok által felügyelt és használt útvonalakat. Az ázsiai és afrikai térség mint gyarapodó piacok kínai árucikkekkel való ellátottságának kiépítése és az európai kapcsolatok terén az összeköttetések fejlesztése, ezzel elérve a fejlett technológiájú áruk felvásárlását.
Pénzügyi tekintetben a kínai vállalatok infrastruktúra-fejlesztéséhez és a lakásépítésekhez kötődő kapacitásaink csökkentése, a külkereskedelmi többlet okozta valutatartalék célravezető kezelése, illetve a gazdasági szerkezetváltás kialakítása valamint a jüan-blokk létrehozása a cél. Termelés tekintetében az ország nyugati és középső területein az iparosodás elősegítése szerepel a célkitűzések közt. Politikai viszonylatban olyan befolyási övezet kiépítése, mely Kína érdekeit képviseli, lehetőséget teremt az ország számára egyfajta szabályalkotó szerep kialakítására a nemzetközi környezetben. A BRI révén képes az Egyesült Államok csendes-óceáni Pivot to Asia (fordulat Ázsia felé) politikájának ellensúlyozására. Az indiai-óceáni és közép-ázsiai térség jelentősége a kezdeményezés révén felértékelődik, míg Európa és az Egyesült Államok kapcsolata fellazulhat köszönhetően annak, hogy az európai államok motiváltak lehetnek Kínával kapcsolatot kialakítani, ami párhuzamosan az amerikai-európai kapcsolatok megromlásával járhat. Kína a stratégia segítségével igyekszik nemzetközi reputációját javítani.  Biztonságpolitikai szempontból is járhat előnyökkel a BRI, mivel a stratégiának köszönhetően a peremvidékeknek számító területeket integráns részévé teszi az ország védelmének, illetve hatékonyabban képes fellépni a terrorista hálózatokkal szemben.
Matura Tamás, Kína-kutató legalább nyolc különböző, de egymással összefüggő motivációt különböztet meg a projekt indítása mögött. Motivációs tényezőként említhetjük így meg a kínai ipari kapacitás, és pénzügyi tőkefelesleg lekötését, a nyugat-kínai tartományok fejlesztését, a geopolitikai hátrányok csökkentését, Hszi elnök személyes politikai céljait, a nemzetközi elismertség növelését, gazdasági és politikai befolyásszerzést és a nemzetközi intézményépítést.

## Története

### Meghirdetésnek helyszíne és időpontja
Hszi Csin-ping 2013-ban hirdette meg ideológiai programját, mely szorosan belesimul a „kínai álom” gondolati világába. A kínai álom gondolata a kínai társadalom kollektív reménye, mely Kína újjászületésre, prosperitására irányul. Fontos eleme a fenntartható jólétben élő polgár eszményképe, azé a polgáré, aki elégedett az életével és a kollektivitás szellemiségében a közös célok elérésével összhangban alakítja egyéni érdekeit. Hszi Csin-ping először a Nazarbajev Egyetemen (Kazahsztán, Asztana) tartott közép-ázsiai stratégiáról szóló beszédében vázolta fel az Egy Övezet Egy Út programját és céljait. Az akkori beszédében kitért arra, hogy a tárgyalt gazdasági övezetben közel 3 milliárd ember él és így a világ egyik legnagyobb piacát képviseli, páratlan potenciált teremtve így a gazdaság számára. A szakpolitikai beszéd visszhangja szakértői vélemények szerint rávilágított az új kínai vezetés diplomáciai prioritására, mely a kínai stratégiai partnereknek számára teremt lehetőséget a belföldi régióval való átfogó együttműködés felgyorsítására.

### Az öt prioritás és a gazdasági folyosók
A beruházások lehetőséget adnak, hogy Kína különböző formát alakítsa ki a más országokkal való kapcsolódásnak. Öt kapcsolódási módot szokás a BRI kapcsán megkülönböztetni, melyek a különböző területeket igyekeznek összehangolni. A kapcsolódások közé sorolhatóak a politikák minél nagyobb fokú összehangolása, az infrastruktúra koordinációja, a korlátozások nélküli szabadkereskedelem, a pénzügyi integráció és az emberek közötti kapcsolatok kiépítése. A legfontosabb ezen területek közül a politikák összehangolása, mivel a terület összehangolása fundamentális a stabil és kölcsönösen profitábilis gazdasági kapcsolatok kialakításához. Ezt a területet éri a legnagyobb kritika, mivel egyes vélemények szerint ezen a területen mutatkozik meg, hogy a BRI igazából egy modernkori gyarmatosítás, míg más vélemények szerint a kezdeményezésbe a szuverén államok saját szabad akaratukból lépnek be.  Az infrastrukturális együttműködés jelenleg nem hard infrastruktúrát, tehát utakat, autópályákat, vasútvonalakat jelentenek, hanem az infrastruktúra soft verzióját, mint a menedzsment minták, az operációs rendszerek és a koordinációs mechanizmusok egyeztetését jelenti.
A hatalmas beruházások jellemzően hitelből jönnek létre, azonban problémás, hogy pontosan mely beruházások képzik részét az Egy övezet egy út kezdeményezésnek. Rengeteg olyan projekt születik meg, melyet a stratégia részének tekintenek, de még nem biztos, hogy valaha realizálódni is fog, ezért érdemes csak azokat számítani, amelyek esetén már legalább az előkészítő fázisba értek. A kezdeményezéshez köthető konkrét fejlesztéseket különböző szűrők segítségével lehet megállapítani. Például, hogy az adott fejlesztés jellemzői megfelelnek-e a többi fejlesztés mintáinak, illeszkedik-e a fejlesztés a kínai külpolitikai stratégiába, illetve szerepel-e a releváns adatbázisokban. A beruházások földrajzi iránya szerint hat nagy gazdasági folyosót lehet megállapítani, melyek szárazföldön több, mint 60 ország gazdaságát kötnek össze Kínával. A gazdasági folyosók: a Kína-Mongólia-Oroszország Gazdasági Folyosó, Az Új-Eurázsiai Híd, a kínai Közép-Ázsia-Nyugat-Ázsia Folyosó, a Kína-Indokína félsziget, a Kína-Pakisztán Gazdasági folyosó és a Banglades-Kína-India-Myanmar Folyosó. A Kína-Pakisztán Gazdasági folyosó nemcsak infrastrukturális fejlesztésekből és gazdasági beruházásokból áll, hanem akadémiai, kulturális kapcsolatok megerősítését is célul tűzi ki. A két ország közötti beruházások összértéke megközelíti az 50 milliárd dollárt, melynek többsége az országokat összekötő úthálózatok javítására szolgál. Az útfejlesztések érintik India és Pakisztán határszakaszát, így ez a gazdasági folyosó számít a legvitatottabb irányának. A Kína-Mongólia-Oroszország Gazdasági Folyosó jelenti Kína számára az egyik legfontosabb útvonalat, melyen keresztül elérheti az európai piacot. Az Új-Eurázsiai Híd egy nemzetközi vasútvonal, ami a kínai Lianyungangtól, Alashankoun át egészen Rotterdamig tart. A vasút átszeli és összeköti egymással, Kazahsztánt, Oroszországot, Fehéroroszországot, Lengyelországot és számos más európai államot.

### Kína céljai
Kína a nagy bejelentéséig zárt külpolitikát folytatott. Az Egy Út Egy Övezet Kezdeményezés (Belt and Road Initiative) bejelentésével megkezdődött Kína egy új korszaka. Xi Jing Ping elnök vezetésével megalakult tehát egy olyan kezdeményezés, mely nemcsak Kína problémáira adhat megoldást, így egy a Földön még nem látott, nemzeteket összekovácsoló és világgazdaságot tevékenyen alakító kezdeményezésről beszélhetünk.
Kínának több célja is szorosan kötődik az OBOR megvalósításának sikerességéhez. A célok megértése érdekében, nagyon sok tényezőt kell figyelembe venni. Egyrészt az ország gazdasági mutatóit, történelmét, belső felépítését, politikai helyzetét és kapcsolatait a világban. Ezek mind-mind egyenként is hatalmas területet ölelnek át. Példának okán Kína gazdasági növekedése az utóbbi években elkezdett csökkenni. A gazdaság, noha kiemelkedően teljesít a világ többi országához képest, de a várt növekedést nem tudja fenntartani. Az  ország tőkepotenciálja hatalmas, ez egy alapvető tényező, melyet figyelembe kell vennünk az OBOR vizsgálata során. Fontos szempont, hogy jelenleg Kína nyugati része nagyfokú egyenlőtlenségekkel küzd. Ebben többek között szerepet játszanak az ország földrajzi adottságai és éghajlata, míg területe és nagyszámú népessége szintén csak hozzájárul a nehézségek kialakulásához. A területi és gazdasági kohézió segítené, ennek a kockázatnak a csökkentését.
A világgazdaság berendezkedése révén és a világtörténelem kapcsán láthatjuk, hogy nagymértékben számít a prosperitás tekintetében, hogy az adott ország milyen adottságokkal rendelkezik. A  nagy földrajzi felfedezések korától kezdődően, a szárazföldi kereskedelmi útvonalak, és ez által a kontinens belsejében lévő térségek elvesztették jelentőségüket, míg vízi kereskedelem csomópontjain fekvő területek felértékelődtek. A tőke a  tengeri kereskedelemhez áramlott, azonban ez az átrendeződés megkövetelte a területek folyamatos fejlesztését is.  A szárazföldi összeköttetések létrehozásával és megerősítésével, illetve  egyéb gazdasági tényezők behozatalával optimalizálhatóvá válnak a szállítás okozta nehézségek. Hiába határozza meg napjainkat is az Európa és Ázsia közti kereskedelem, a kihasználatlan lehetőségek okán nem elégíti ki az elvárásokat.  Az OBOR megvalósítása révén azonban a kiaknázatlan tényezőkből és a meglévő potenciálból nagy sikerrel alakíthatná ki azt az előnyt ami a világ vezető nagyhatalmává teheti a kínai államot.
Látható, hogy Kína kiemelt célja politikai és gazdasági hatalmának növelése. Hszi Csin-ping véleménye szerint a BRI békét, együttműködést, nyitottságot és befogadást teremt, így elősegíti a nemzetek hatékony és gyümölcsöző kapcsolatok megteremtését. Továbbá a koncepció megvalósulása kölcsönös hasznot, tudásátadást eredményez majd a résztvevőknek. Kína további hivatalos álláspontja szerint céljai közé emeli az országok komparatív előnyeinek megerősítését. A tervek szerint az OBOR révén körülbelül 60 országgal és gazdasági szervezettel alakít ki szoros gazdasági kapcsolatokat.
Kína évek óta, Közel-kelet, Afrika valamint Dél-kelet Ázsia olyan térségeibe fektet pénzt, melyek saját erőből nem tudják megvalósítani az elvárt fejlesztéseket.  Konkrétan kikötőkről (tengeri és légi), vasútvonalakról és autóutakról beszélhetünk minden elképzelhető formában. A segítségnyújtás leggyakoribb formája a hitel. Kína olyan országoknak ad hitelt, melyek soha nem lennének képesek más körülmények közt a hitelfelvételre, mert nagymértékű kockázati tényezővel rendelkeznek. Jelenlegi helyzetükből adódóan egyszerűen nem lesznek képesek visszafizetni hiteleiket. Ez azért éri meg Kínának, mert a kialakított konstrukció értelmében, amennyiben egy ország nem képes visszafizetni a felvett hiteleket köteles bérbeadni az épített területeket a hitelezőnek, ezzel törlesztve a tartozást.
Kína az infrastrukturális beruházások nagy részét saját cégeivel és saját alapanyagaival, saját szakembereivel végezteti. Ennél fogva az építő iparának lehetőséget teremt a gyarapodásra. Miután pedig sikerül az elhagyatott városokba, kikötőkbe és útvonalakhoz becsatornázni és beindítani a világméretű kereskedelemet, a területek prosperitása és az OBOR sikere megkérdőjelezhetetlen lesz, mert ha megjelenik egy erős gazdasági húzó erő egy adott régióban, az öngerjesztő módon elindíthatja a gazdasági növekedés dominószerű mechanizmusait. Kína ezzel a gondolatmenettel védi meg a BRI koncepcióját, hiszen az államok várhatóan vissza tudják majd fizetni adósságaikat. Kína pedig nemcsak, hogy gazdasági növekedését tudja fenntartani hosszú éveken át, de geopolitikai hatalmát is óriási mértékben tudja növelni ezekben a térségekben. Nem feledkezhetünk meg a Soft power stratégiai részről sem. Ezekkel a ”jótettekkel” Kína segítségével olyan régiók fejlődhetnek melyeknek eddig senki nem adott esélyt. Nem véletlenül, hiszen azokról beszélünk melyek gazdaságilag és politikailag nem feltétlenül biztonságosak minden téren. Ilyenek az ingatag Közel-Keleti területek is, melyeknek Kína fontos szerepet szánna a jövőben, hiszen a gazdasági stabilitás eredményeként a politikai egyensúly helyreállítása is elérhetővé válna.
Kína megtarthatja és növelheti gazdasági növekedését, továbbá geopolitikai jelentőségét még inkább a világ többi országához képest, amennyiben kiépülnek és használatba lépnek a kereskedelmi útvonalak. A saját határmenti régióinak is olyan mértékben megnövekedne a gazdasági potenciálja, hogy várhatóan valamilyen mértékben kiegyenlítené a gazdasági és fejlettségi különbségeket. Az infrastrukturális beruházások létrejötte révén fejlesztési és kohéziós tényezők közvetetten és közvetlenül befolyásolják az adott területeket. Sokan nem számolnak azzal a ténnyel, hogy egy megfelelő infrastrukturális összeköttetés akárcsak egy út formájában milyen nagy, sokszor nagyobb kohéziós erővel bír, mint a hivatalosan kohéziós politika eszközeiként nyilván tartott intézkedések. Kína célja, hogy ezzel a kezdeményezéssel végső soron a béke, prosperitás, nyitás, innováció és az összekapcsolódó civilizációk útján keresztül még erősebb legyen, mint valaha eddig.
Természetesen kihagyhatatlan része, hogy a gazdasági folyamatok még inkább egyszerűbbek és gyorsabbak legyenek. Az egyik legfontosabb célja az egyre inkább akadálytalan kereskedelem megléte az országok között. További pozitív hatása ennek a gigantikus projektnek, hogy a turizmus és emberi kapcsolatok, egymás elfogadása és megértése óriási mértékben javulni tud. Ami pedig tudjuk elengedhetetlen a békés együttéléshez. Valamint nem elhanyagolható a turizmus, mint iparág megléte és így erősödése. Vannak területek, és országok melyeknek nélkülözhetetlen a pénz háztartásából az ebből jövő bevételek. Egyre több közvetlen légi járat, és a vízum kiállítási eljárások egyszerűsödése mind-mind ehhez hozzá járul. 

### Pénzügyi intézményi struktúra
A pénzügyi alapok, és az ehhez szükséges partnerek jelenleg is fejlődés, változás alatt állnak. A pénzügyi szervezetek tőkéjét emelték az elmúlt időszakokban, és valószínűsíthetően tovább is lesznek növelve, közösen más a kezdeményezéshez csatlakozó országokkal együtt. A Belt and Road kezdeményezés nemzetközi szervezeteknek a fontos dokumentumaiba bele lett illesztve. Egyre több és több ország és nemzetközi szervezet írta alá kormányközi együttműködési megállapodásokat a Belt and Road kezdeményezés kapcsán.
2013 és 2018 között a teljes értéke a kereskedelemnek Kína és a kezdeményezésben résztvevő államok között meghaladta a 66 billió dollárt. Ez Kína teljes árukereskedelmének 27,4%-át teszi ki, és ez a szám folyamatosan növekszik, gyorsabban, mint az ország teljes külkereskedelme.
Kína a legelső nemzetközi találkozóján a Belt and Road-nak (2017. május) több mint 100 nemzetközi egyezményt írt alá, ami garantálja a hozzáférést 50 mezőgazdasági termékhez és élelemhez átvizsgálás és garanciavállalás után. Gyorsított vámkezelési eljárásokat biztosít a mezőgazdasági termékeknek és terményeknek, valamint csökkentette a vámkezelési időt 90%-kal Kazahsztánnal, Kirgizisztánnal és Tádzsikisztánnal. Kína további kedvezményes helyzeteket teremtett különböző gazdasági eszközökkel, hogy vonzóbb nemzetközi környezetet teremtsen külföldi befektetőknek. Az ASEAN-nal és az Eurasian Economic Unionnal aláírt új szabad kereskedelmi szerződéseket és javította a már meglévőeket is. Az előmenetele a szabad kereskedelemnek az egyezményt aláírók és Kína között pedig megkezdődött. 2018-ban az árukereskedelem értéke Kína és a B&R országok között elérte az 1,3 billió dollárt, amely 16,4%-os növekedés. De nem csak az árukereskedelem, hanem a szolgáltatások kereskedelme is folyamatosan növekszik az országok között. A Világbank vizsgálatai alapján azoknak az országoknak, amelyek érintettek a kezdeményezésben, a kereskedelme 4,1%-kal növekedett. A teljes kiskereskedelmi áruk értéke (Import és exportok) elérte a 20,3 milliárd dollárt és évente 50%-kal növekszik. Kína kiépített együttműködési mechanizmusokat, kétirányú e-kereskedelemben 17 országgal. 
A pénzügyi integráció is fontos alapja az Egy övezet egy út kezdeményezésnek. A nemzetközi multilaterális pénzügyi intézményekkel, és kereskedelmi bankokkal együtt fedeznek fel befektetési és finanszírozási modelleket, innovatív módon így kiterjesztve a kapcsolatokat diverzifikált finanszírozási formák érdekében. Ezzel biztosítva az átlátható és minőségi finanszírozási támogatást a Belt and Road Initiative-nek.
Elengedhetetlenül szükségesek a megfelelő pénzügyi források a növekvő befektetésekhez. Az állami befektetési alapok és általános befektetési alapjai a részt vevő országoknak nagyobb részt vállalnak.  Folyamatosan növelik a befektetési alapokat. Köztük az újonnan alapított Kína-EU Join Invetment Fund, ami 2018 júliusában kezdte meg működését 500 millió Euróval, amelyet a Silk Road Fund, European Invetment Fund rakott össze indulásnak. Ez mind a fejlesztési tervekhez kell megvalósításhoz. (Investment Plan of Europe)
27 ország pénzügy minisztereivel együtt a kínai pénzügyi miniszter, (köztük: Argentína, Oroszország, Indonézia, Egyesült Királyság, és Szingapúr) jóváhagyták a "Guiding Principles on Financing the Development of the Belt and Road"-ot. Amelynek alapelvei szerint, a résztvevő országok azért vesznek rész anyagi támogatásokban, hogy a tényleges gazdaságot szolgálva, az országoknak és régióknak, elsőbbséget adva az infrastruktúra összeköttetésekre, kereskedelmi, befektetési és ipari együttműködésekre fordítva a pénzeket egymás között, működjön. A Kínai Központi Bank végrehajtotta a pénzügyi programok egyesítését a Nemzetközi Pénzügyi Társasággal, amely a következő egységeken keresztül történtek: Világbank, Amerika-közi Fejlesztési Bank, Afrikai Fejlesztési Bank, Európai Újjáépítési és Fejlesztési Bank, és más multilaterális fejlesztési intézmények. 2018 végéig ezek az intézmények több mint 100 programba fektettek be, több mint 70 országban és régióban. A China-CEEC Bank Consortium magába foglal 14 pénzügyi intézményt melyek Kínából, Magyarországról, Csehországból, Szlovákiából, Horvátországból, és további 9 másik Közép- és Kelet Európai államból áll, melyek közelebbi együttműködést szeretnének a pénzügyi intézetek között. A különböző bankok együtt adják ki a hiteleket így széleskörű a lefedettsége és biztonságosabbá válik. A Commerzbank elsőként csatlakozott a német bankok közül.
Együtt egy javított pénzügyi piaci rendszert építenek ki. Hosszú távú célokat, win-win érdekeket szolgálva tesznek lépéseket a részt vevő országok, valamint mélyebb gazdasági összekapcsolódást tartanak szem előtt. 11 kínai bankot 76 intézményt létesítettek 28 B&R országban, valamint 50 bankot 22 B&R országból, 7 vállalati bankot, 19 fiókot és 34 képviseleti irodát Kínában. Kína kétirányú valutaváltó egyezményt is kötött több mint 20 országgal.
2019. március végéig a kínai kormányzás 173 együttműködési megállapodást írt alá 125 országgal és 29 nemzetközi szervezettel. A Belt and Road kezdeményezés Ázsián és Európán kívül mára kibővült új résztvevőkkel is, Dél-Csendes-óceáni részekkel, Latin Amerikával és Afrikával.
Kína 38 bilaterális és regionális szállítási egyezményt kötött 47 B&R országgal, ezek közül légi szállítmányozásban 126 országgal és régióval. Egyezményeit kiterjesztette légi szállítási jogokra Luxemburggal, Oroszországgal, Örményországgal, Kambodzsával, Indonéziával, Bangladessel, Izraellel, Mongóliával, Malajziával, és Egyiptommal. Az elmúlt 5 évben 1239 új nemzetközi útvonalat nyitott Kína és más B&R ország együtt. Kína összes nemzetközi útvonalainak 69,1%-át ezek tették ki.

## Kritikák
Több régióban érdekellentétek adódnak Kína nagyra törő tervei miatt. India Pakisztán megerősödésének nem örül történelmi előzményei miatt (Kargil-háború). Kínának területi vitái vannak Indiával, melyek még mindig nyitottak. Kína nagy szerepet szánna Pakisztánnak, mivel ide tervezik a világ legnagyobb kikötőjét, ami az állam erősödését okozná. Látható, hogy India érdekeivel ellentétes, hogy csatlakozzon, és támogassa a kezdeményezést. India körül Kína stratégiai és katonai létesítményeket tervez és létesít folyamatosan, közvetetten abból adódóan, hogy megfelelő útvonalak, és logisztikailag releváns területek vannak körülötte, mint például Srí Lanka.
Az Amerikai Egyesült Államok alapvető érdeke, hogy hatalmi pozícióját megtartsa. Az előrejelzések szerint, viszont Kína több szempontból is meg fogja előzni. Válaszreakciója az volt, hogy az USA kereskedelmi háborút indított Kína ellen. Lényegében azok az európai, országok melyek már nem profitálnak az EU tagságából, ilyenek a déli államok, vagy a keleti- közép európai államok, megéri a Kínai tőke irányába fordulni. Ez stratégiai szempontból logikus.
Európai Unió és Kína évek óta nagyon fontos kereskedelmi partnerei egymásnak. Viszont Németországnak is van érdekellentéte Kína Európai Unióban történő intézkedései, hatásai miatt. Kelet és Közép-Európa eddig lemaradottabb, és kiszolgáltatott része volt az Európát vezető államoknak legfőképp Németország, hiszen az egyik legjelentősebb befektető a térségben. Viszont Kína és más ázsiai cégek ezt a szerepet szépen lassan átveszik. Ha a kohéziós és egyéb pozitív gazdasági hatásaok bekövetkeznek, nem csak kiszorítódnak az említett cégek, hanem az is lehetőségek közé tartozik, hogy létre jönnek kelet-, közép-európai vállalatok, melyek konkurenciát jelenthetnek. Térbeli jelentősége csökkenne ezeknek a vezető európai államoknak és az ott alapított vállalatoknak.
Németország egyfajta fenyegetésnek érzi Kína erősödő befolyását Európában. Kínai vállalatok egyre több európai céget és területet vásárolnak fel. Így kiszorító erővel bír a német, francia és többi eddig nagy befolyással bíró európai cégekre. Hivatalos álláspontja szerint Kína nem biztosítja az igazi liberális piaci versenyt, és a környezetvédelmi jogszabályoknak sem fog eleget tenni, mivel a szerződések melyeket egymás után kötnek nem eléggé átláthatóak. Továbbá a technológiai kérdések is felmerülnek. Mint ilyen legfontosabb jelenleg az 5G technológia és a Huawei térnyerése, de a robotika vagy akár a mesterséges intelligencia fejlesztéséről és használatáról is vitás helyzetek alakultak ki.
Olaszország az első G7 ország, amely csatlakozott a kezdeményezéshez, igen csak megbolygatva a már így is aggódó feleket. Kritikusok szerint Olaszország esetében a politikai szimbolizmust használja ki Kína, a mivel az olasz vezetés Trieszt kikötőjét újra előtérbe helyezné.
Egyre több vélemény látott napvilágot, amelyek szerint Kína hitelezés révén igyekszik kiterjeszteni a befolyását világszerte, és rákényszeríteni az akaratát a legsebezhetőbb országokra. A kritikusok „adósságkolonizációként”, illetve „adósságcsapda-diplomáciaként” emlegetik azt a gyakorlatot, melynek keretében Kína olyan hiteleket nyújt fejlődő országoknak, amelyeket azok biztosan nem lesznek képesek visszafizetni, és a területük vagy az infrastruktúrájuk egy részének átengedésére kényszerülnek. Kritikus szemmel nézve továbbá meg kell vizsgálnunk a logisztikai kivitelezésekhez szükséges erőket. Azokon a területeken ahol a közbiztonság nem megfelelő, katonai erőt kell használni, a védelem biztosítása érdekében. Azonban ez azt jelenti, hogy Kína így jogilag tisztán, katonai bázisokat tud létrehozni a saját területein kívül. Bizonyos államok számára nagy veszélyt jelenthet, ha stratégiailag fontos energiatermelő források, kikötők és útvonalak egy része Kína befolyása alá kerülne. A tervezett és már elkészült projekteket elhelyezve a világtérképen látható, hogy Kína stratégiai fontosságú területeket foglal el. Ráadásul az adósságcsapda arra kényszerítheti az államokat, hogy fennmaradó hitelük elengedése érdekében további területeket adjanak át Kínának.